# پائولا پرنتیس
پائولا پرنتیس (انگلیسی: Paula Prentiss؛ زادهٔ ۴ مارس ۱۹۳۸) هنرپیشه اهل ایالات متحده آمریکا است. وی بین سال‌های ۱۹۶۰ تا ۲۰۰۷ میلادی فعالیت می‌کرد.
از فیلم‌هایی که وی در آن‌ها نقش داشته‌است، می‌توان به نمای پارالاکس، تازه چه خبر پوسی‌کت؟ و زاده برای پیروزی اشاره نمود.